# Jeremy McGrath Supercross 98
Vous lisez un « bon article » labellisé en 2024.
Jeremy McGrath Supercross 98, parfois stylisé Jeremy McGrath Supercross '98, est un jeu vidéo de course développé par Atod et Probe Entertainment, édité exclusivement sur PlayStation, par Acclaim Entertainment (sous la bannière Acclaim Sports). Le jeu est publié en 1998 en Amérique du Nord et en Europe, puis en 1999 au Japon. 
Le champion de supercross Jeremy McGrath, à cette période sept fois champion AMA de motocross, contribue au développement du jeu, et autorise l'utilisation de son nom et de son image. Dans le jeu, le joueur prend les commandes d'une moto de cross, et participe à plusieurs courses sur sept circuits intérieurs et extérieurs modélisés en 3D. S'il parvient à remporter toutes les courses, le joueur affronte alors Jeremy McGrath. En plus du mode solo, un mode deux joueurs par écran partagé est également proposé.
Le jeu est acclamé par la communauté du supercross, mais accueilli de manière mitigée par l'ensemble de la presse spécialisée, obtenant une moyenne totale de 59,43 % sur l'agrégateur GameRankings en 2011. Jeremy McGrath Supercross 98 est le premier volet d'une série de quatre jeux vidéo et précède notamment Jeremy McGrath Supercross 2000, sorti en 2000.

## Système de jeu
Jeremy McGrath Supercross 98 est un jeu de course dans lequel le joueur incarne un pilote aux commandes d'une motocross, avec laquelle il peut effectuer des roues arrière et des figures de voltige, en compétition contre cinq coureurs adverses. Le jeu compte un total de 24 coureurs, qui sont des personnages fictifs. Le joueur peut participer à des courses sur sept circuits intérieurs et extérieurs modélisés en 3D, dont les pistes sont pavées de sable, de boue, de gravier, d'eau, et de verglas. La difficulté de la course est accentuée par des conditions météorologiques variables et défavorables, telles que les orages, la pluie et la neige.

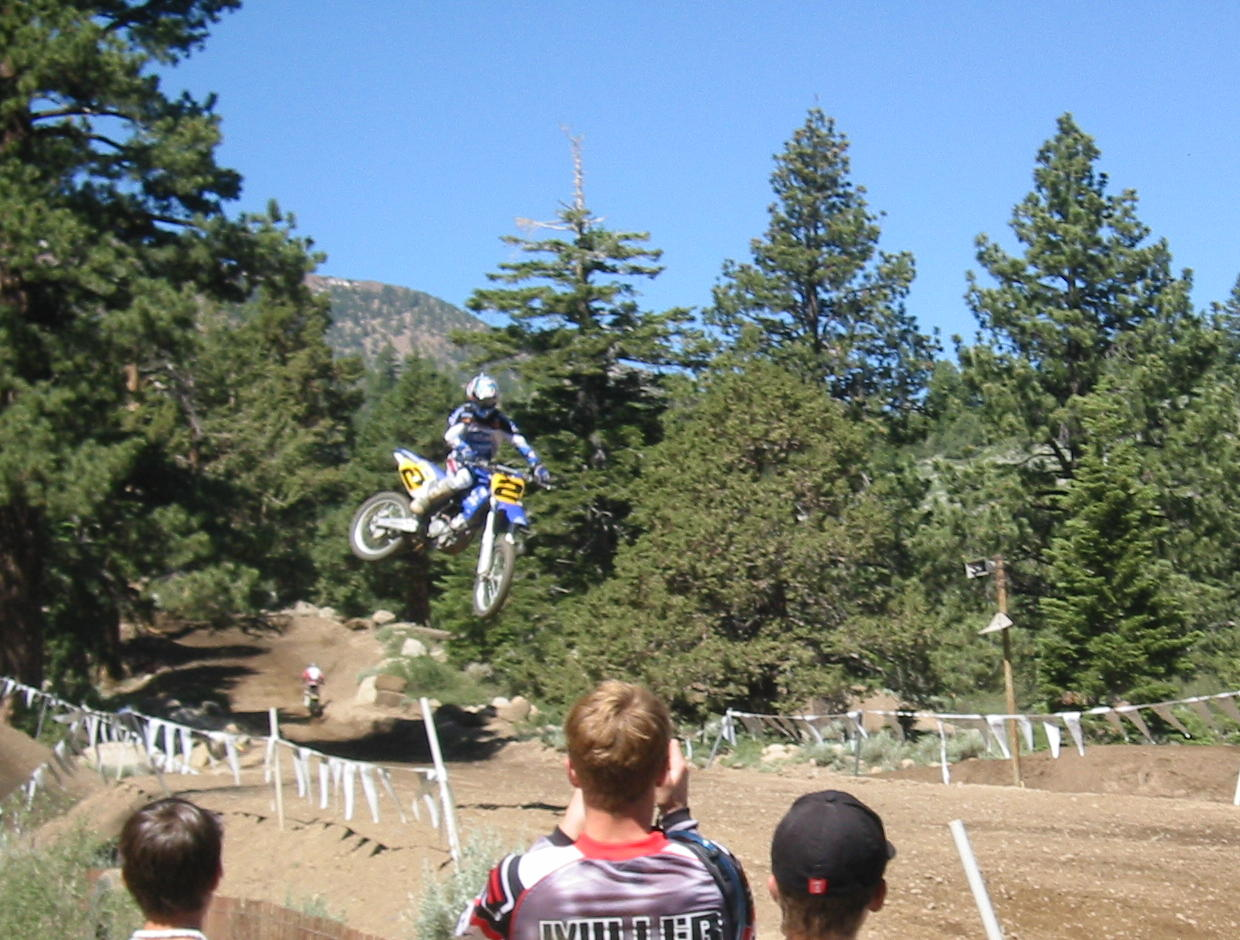
Après avoir remporté toutes les courses, le joueur affronte Jeremy McGrath (ici à l'image au Mammoth Motocross 2002).

L'option Race Type (« type de course ») propose quatre modes : Racing Season (« championnat »), Single Race (« course simple »), Two Players Race (« mode deux joueurs » par écran divisé verticalement,) et Ghost Racing (« course fantôme »). Dans les deux premiers modes, le joueur affronte des personnages non-joueurs qui, lorsqu'il rentre en collision avec ces derniers, le font chuter et perdre de l'avance,. Au tout début du mode Racing Season, deux motos — 125 ou 250 cc (cm3), — sont proposées au joueur, mais d'autres peuvent apparaître à mesure de la progression dans le jeu. La première moto est plus lente mais plus maniable (petit moteur), tandis que la deuxième est plus rapide mais requiert davantage de compétences en conduite (gros moteur). Toute moto possède une transmission qui peut être choisie entre automatique et manuelle, et des caractéristiques (accélération vs. vitesse maximale, adhérence des pneus, maniabilité plus ou moins nerveuse) qui peuvent être ajustées en fonction des préférences du joueur. Sur le terrain, quatre vues sont disponibles, dont une vue subjective placée derrière le guidon, et il est possible d'emprunter des raccourcis pour gagner quelques secondes,. Lors d'une série de courses, plus le joueur atteint le haut du podium, plus il remporte de points, et plus il débloque de compétences (points et argent). S'il parvient à remporter toutes les courses, le joueur affronte Jeremy McGrath, à cette période sept fois champion AMA de motocross et supercross.
En dehors des courses, le jeu comprend un mode éditeur grâce auquel il est possible de créer sa propre moto et jusqu'à 30 circuits personnalisés,, qui peuvent être sauvegardés sur carte mémoire. La bande-son comprend plusieurs genres musicaux, dont les morceaux sont joués en fonction du type de circuit. Par exemple, un morceau de country accompagne le joueur lorsqu'il concourt dans un circuit de campagne ; dans d'autres, c'est un morceau de hard rock qui peut être diffusé.

## Développement
Jeremy McGrath Supercross 98 est publié par Acclaim Entertainment sous la bannière Acclaim Sports, à une période durant laquelle il y a très peu de jeux de motocross, le 3 juin 1998 en Amérique du Nord sur PlayStation, puis le 3 juillet 1998 en Europe, et enfin le 2 septembre 1999 au Japon. Le développement de Jeremy McGrath Supercross 98, débuté en septembre 1996, est confié à Probe Entertainment, et Atod, une petite entreprise suédoise, basée à Helsingborg, connue pour s'être occupée du jeu Hot Wheels Extreme Racing « avec peu de moyens ». Le nom et l'image du champion de supercross Jeremy McGrath sont utilisés sous licence, contrairement aux motos incluses dans le jeu. McGrath, qui est un gamer invétéré, joue un rôle actif dans le développement du jeu, en participant à la conception des circuits et des motos, et en intégrant quelques-unes de ses acrobaties préférées. Le sportif fait également une apparition à l'E3 1998 pour promouvoir le jeu, ce qui contribue, selon Acclaim, à « attirer des foules record autour du stand de l'éditeur ». Des commentaires de Jeremy McGrath concernant le jeu sont inclus dans le manuel de la version nord-américaine avec comme phrase de fin : « Je vous attends sur la ligne d'arrivée ! » L'équipe inclut des logos existants de sponsors et de jeux vidéo Acclaim (comme Forsaken) sur ses pistes de course.

## Accueil

### Presse spécialisée
Le jeu est acclamé par la communauté du supercross, mais accueilli de manière mitigée par la presse spécialisée, obtenant une moyenne totale de 59,43 % sur l'agrégateur GameRankings en 2011. Lors de sa sortie, le jeu est comparé favorablement à VMX Racing, édité par Playmates — « même si « meilleur » ne veut pas forcément dire « bon » » —, et défavorablement à Moto Racer, sorti un an plus tôt. Plusieurs publications suggèrent par ailleurs aux amateurs de jeux de motocross d'attendre la sortie de Moto Racer 2,, qui sera « potentiellement un bien meilleur jeu ».
Sur la totalité des éléments que compte Jeremy McGrath Supercross 98, l'éditeur de circuit en est l'un des « meilleurs atouts ». Sont également salués, « le nombre appréciable d'options de jeu » et « le réglage des motos suivant trois compromis ».
Dans sa globalité, Jeremy McGrath Supercross 98 reste décrié, qualifié de jeu de « motocross atroce qui donne la nausée » par le magazine spécialisé PlayStation Plus, et également considéré comme « correct mais décevant à bien des égards », tandis que Joypad lui reproche de « [passer] à côté de l'essentiel : le fun et les sensations de pilotage ». La difficulté est qualifiée de « punitive », le jeu obligeant — avec ses pistes de course, et en particulier celle de l'Arizona — « à gagner en compétences ou à abandonner », et l'impossibilité de piloter une moto de 500 cc — « la catégorie reine » — laisse également la critique perplexe. Les graphismes, comme l'animation, les effets de lumière, l'échelle proportionnelle des personnages par rapport aux décors, et les « petits détails » comme la fumée d'échappement, sont félicités par certains,, tandis que d'autres fustigent les textures qui « tombent en morceaux », et le frame rate qui « chute considérablement », ce qui fait qu'« on n'a vraiment pas l'impression de rouler en moto »,. La partie sonore est également sous le feu des critiques, en particulier le bruit du moteur — comparé à « une tondeuse à gazon sous-marine qui coupe du corail ou, pire encore, un mixeur avec des cailloux dedans » —, et la voix du commentateur, qui répète en boucle les deux phrases : « Look ma! No feet! » (« regarde maman, sans les pieds ! ») et « You rock! » (« génial ! »). Le mode deux joueurs est défini comme « fade », du fait que les personnages non-joueurs du mode solo sont « complètement absents », et que l'écran partagé « cache la moitié de la piste » empêchant ainsi une jouabilité optimale.

### Ventes
Selon le classement TRSTS des meilleures ventes de jeux vidéo sur console aux États-Unis, Jeremy McGrath Supercross 98 arrive en septième position toutes consoles confondues, et en troisième position parmi les jeux PlayStation, lors des deux premières semaines de juin 1998. Acclaim se félicite des ventes du jeu, dont les revenus dépassent les dix millions de dollars au cours de l'exercice comptable 1998. Le titre intègre ensuite la gamme nord-américaine de best sellers à prix réduit Greatest Hits, réservée aux jeux dont plus de 150 000 exemplaires se sont écoulés sur ce territoire.

## Postérité
Jeremy McGrath Supercross 98 est le premier volet d'une série de quatre jeux vidéo, qui précède Jeremy McGrath Supercross 2000, sorti en 2000 sur PlayStation, Jeremy McGrath Supercross World, sorti en 2001 sur la même console, et Jeremy McGrath's Offroad, sorti en 2012 sur PlayStation 3 et Xbox 360. En mai 1999, Acclaim annonce que McGrath renouvelle sa collaboration avec l'éditeur : le pilote participera à la conception des futurs jeux de la série en tant que consultant, et il sera à nouveau présent sur le stand d'Acclaim lors de l'E3 1999 pour faire la promotion de Jeremy McGrath Supercross 2000. Un contrat d'exclusivité est signé pour que McGrath n'apparaisse que dans les jeux de la série. Les trois premiers volets sont édités par Acclaim Sports jusqu'à sa disparition en 2004. Plus de 10 ans après la sortie du troisième volet, 2XL Games reprend les droits de la licence pour Jeremy McGrath's Offroad,.